# Bone Creek n.º 108
Bone Creek n.º 108 es un municipio rural canadiense situado en la provincia de Saskatchewan.

## Superficie
Bone Creek n.º 108 tiene una superficie de 834,81 km².

## Demografía
En 2021, tenía 362 habitantes, una densidad poblacional de 0,4 hab./km², y 150 viviendas.